# The Fantastic Miss Piggy Show
The Fantastic Miss Piggy Show é o especial de televisão de uma hora que foi ao ar na ABC em 17 de setembro de 1982. É estrelado por John Ritter, George Hamilton e Andy Kaufman como Tony Clifton. O especial foi gravado em Toronto entre 9 e 24 de agosto de 1982 e mais tarde foi distribuído ao lado do The Muppet Show.

## Trama
Miss Piggy apresenta seu próprio programa de variedades, com as estrelas convidadas John Ritter, George Hamilton e Tony Clifton ( Andy Kaufman). Um triângulo romântico se desenvolve entre Piggy, Ritter (que está apaixonado por ela) e Hamilton (que se sente desconfortável com suas inclinações românticas). Enquanto isso, Caco, o Sapo e os outros Muppets tentam comandar o show de uma sala de controle. No final do programa, Miss Piggy fica furiosa ao saber que seu programa se destina a ser um especial, ao invés do primeiro episódio de uma série contínua. Ela destrói todo o estúdio e dá um golpe de caratê em John, que está se passando por Miss Piggy no final.

## Elenco
- John Ritter como ele mesmo
- George Hamilton como ele mesmo
- Andy Kaufman como Tony Clifton
- Tom Harvey como Sr. Kevin T. Gregory, VP da Pretend Network

### Elenco dos Muppets
- Frank Oz como Miss Piggy, Fozzie Bear, Animal
- Jim Henson como Caco, o Sapo
- Dave Goelz como Gonzo, o Grande, Dr. Bunsen Honeydew
- Richard Hunt como Janice, Scooter, Beaker
- Steve Whitmire como Rizzo, o Rato

Muppets adicionais interpretados por Kathryn Mullen, Karen Prell e Terry Angus.